# French Open 1989 (Badminton)
Die French Open 1989 im Badminton fanden Ende März 1989 in Paris statt. Mit einem Preisgeld von 35.000 US-Dollar.

## Sieger und Platzierte
| Disziplin    | Gold                      | Silber                     | Bronze                        |
| ------------ | ------------------------- | -------------------------- | ----------------------------- |
| Herreneinzel | Xiong Guobao              | Poul-Erik Høyer Larsen     | Jens Peter Nierhoff           |
| Herreneinzel | Xiong Guobao              | Poul-Erik Høyer Larsen     | Anders Nielsen                |
| Dameneinzel  | Li Lingwei                | Zhou Lei                   | Shang Fumei                   |
| Dameneinzel  | Li Lingwei                | Zhou Lei                   | Shi Xiaohui                   |
| Herrendoppel | Li Yongbo Tian Bingyi     | He Xiangyang Huang Zhen    | Huang Zhanzhong Zheng Yumin   |
| Herrendoppel | Li Yongbo Tian Bingyi     | He Xiangyang Huang Zhen    | Cheah Soon Kit Ong Beng Teong |
| Damendoppel  | Sun Xiaoqing Zhou Lei     | Chiu Mei Yin Li Lingwei    | Dorte Kjær Nettie Nielsen     |
| Damendoppel  | Sun Xiaoqing Zhou Lei     | Chiu Mei Yin Li Lingwei    | Kimiko Jinnai Hisako Mori     |
| Mixed        | Wang Pengren Shi Fangjing | Jiang Guoliang Nong Qunhua | Jan Paulsen Gillian Gowers    |
| Mixed        | Wang Pengren Shi Fangjing | Jiang Guoliang Nong Qunhua | Thomas Lund Pernille Dupont   |

## Finalresultate
| Disziplin    | Sieger                    | Finalist                   | Ergebnis           |
| ------------ | ------------------------- | -------------------------- | ------------------ |
| Herreneinzel | Xiong Guobao              | Poul-Erik Høyer Larsen     | 15-7, 15-3         |
| Dameneinzel  | Li Lingwei                | Zhou Lei                   | 11-5, 11-3         |
| Herrendoppel | Li Yongbo Tian Bingyi     | He Xiangyang Huang Zhen    | 15-3, 15-6         |
| Damendoppel  | Sun Xiaoqing Zhou Lei     | Chiu Mei Yin Li Lingwei    | 15-9, 15-10        |
| Mixed        | Wang Pengren Shi Fangjing | Jiang Guoliang Nong Qunhua | 12-15, 15-5, 15-11 |